# Zweden op de Olympische Zomerspelen 1932
Zweden nam deel aan de Olympische Zomerspelen 1932 in Los Angeles, Verenigde Staten. De vierde plaats in het medailleklassement betekende dat voor de vijfde keer in zes edities een plaats bij in de top-5 werd behaald.
Argentinië · Australië · België · Brazilië · Brits-Indië · Canada · Colombia · Denemarken · Duitsland · Estland · Filipijnen · Finland · Frankrijk · Griekenland · Groot-Brittannië · Haïti · Hongarije · Ierland · Italië · Japan · Joegoslavië · Letland · Mexico · Nederland · Nieuw-Zeeland · Noorwegen · Oostenrijk · Polen · Portugal · Republiek China · Spanje · Tsjecho-Slowakije · Uruguay · Verenigde Staten · Zuid-Afrika · Zweden · Zwitserland